# Гостун (Болгарія)
Гостун — село у Болгарії. Розташоване у Благоєвградській області, підпорядковане громаді Банско. Населення — 39 осіб на 15 березня 2016 року.
Площа села — 52,45 кв. км.

## Політична ситуація
Кмет села - Ілля Горянов Бєлєв.

## Люди, що прославили село
- Іван Георгієв Лобанов — чемпіон Олімпійських ігор у Лейк-Плесіді, кмет громади Велінград у Пазарджицькій області Болгарії[4].

## Карти
- bgmaps.com[недоступне посилання з травня 2019]
- emaps.bg[недоступне посилання з квітня 2019]
- Google